# Liste der Stolpersteine in Rodgau
Die Liste der Stolpersteine in Rodgau enthält alle Stolpersteine, die im Rahmen des gleichnamigen Projekts von Gunter Demnig in Rodgau verlegt wurden. Mit ihnen soll an Opfer des Nationalsozialismus erinnert werden, die in Rodgau lebten und wirkten.

## Verlegte Stolpersteine
| Bild | Person, Inschrift | Adresse                               | Verlege- datum | Weitere Informationen |
| ---- | --- | ------------------------------------- | -------------- | --------------------- |
|      | Hier wohnte Regine Raphael geb. Reinhardt Jg. 1875 gedemütigt/entrechtet Flucht in den Tod 1935                                            | Nieuwpoorter Straße 58 · Dudenhofen · | 1. Sep. 2011   |                       |
|      | Hier wohnte Adolf Reinhardt Jg. 1877 deportiert 1941 Lodz ermordet in Auschwitz                                                            | Nieuwpoorter Straße 58 · Dudenhofen · | 1. Sep. 2011   |                       |
|      | Hier wohnte Amalie Reinhardt geb. Rheinstein Jg. 1875 deportiert 1941 Lodz ermordet in Auschwitz                                           | Nieuwpoorter Straße 58 · Dudenhofen · | 1. Sep. 2011   |                       |
|      | Hier wohnte Helene Klasen geb. Reinhardt Jg. 1882 deportiert 1943 ermordet 1943 in Auschwitz                                               | Nieuwpoorter Straße 58 · Dudenhofen · | 1. Sep. 2011   |                       |
|      | Hier wohnte Johanna Lilienthal geb. Reiss Jg. 1888 unfreiwillig verzogen 1938 Frankfurt Flucht Holland Schicksal unbekannt                 | Waldstraße 4 · Weiskirchen ·          | 16. Nov. 2018  |                       |
|      | Hier wohnte Manfred Lilienthal Jg. 1928 unfreiwillig verzogen 1938 Frankfurt Flucht Holland Schicksal unbekannt                            | Waldstraße 4 · Weiskirchen ·          | 16. Nov. 2018  |                       |
|      | Hier wohnte Theodor Lilienthal Jg. 1911 Flucht 1937 Holland heimgekehrt 1937 Schicksal unbekannt                                           | Waldstraße 4 · Weiskirchen ·          | 16. Nov. 2018  |                       |
|      | Hier wohnte Milli Schlösser geb. Lilienthal Jg. 1909 Flucht 1937 Holland interniert Westerbork deportiert 1943 Auschwitz ermordet 3.9.1943 | Waldstraße 4 · Weiskirchen ·          | 16. Nov. 2018  |                       |
|      | Hier wohnte Alfons Schlösser Jg. 1911 Flucht 1933 Holland interniert Westerbork deportiert 1943 Auschwitz ermordet 31.3.1944               | Waldstraße 4 · Weiskirchen ·          | 16. Nov. 2018  |                       |
|      | Hier wohnte Frieda Selig Jg. 1866 deportiert 1942 Theresienstadt ermordet 6.6.1944                                                         | Schillerstraße 7 · Weiskirchen ·      | 16. Nov. 2018  |                       |
|      | Hier wohnte Johanna Meyer geb. Selig Jg. 1868 deportiert 1942 Theresienstadt ermordet 17.3.1944                                            | Schillerstraße 7 · Weiskirchen ·      | 16. Nov. 2018  |                       |
|      | Hier wohnte Henriette Henny Meyer Jg. 1900 deportiert 1942 ermordet im besetzten Polen                                                     | Schillerstraße 7 · Weiskirchen ·      | 16. Nov. 2018  |                       |
|      | Hier wohnte Friedrich Fritz Meyer Jg. 1898 deportiert 1942 ermordet im besetzten Polen                                                     | Schillerstraße 7 · Weiskirchen ·      | 16. Nov. 2018  |                       |
|      | Hier wohnte Tilly Meyer geb. Meyer Jg. 1912 Flucht 1938 USA                                                                                | Schillerstraße 7 · Weiskirchen ·      | 16. Nov. 2018  |                       |
|      | Hier wohnte Inge Meyer verh. Meyer-Wiesen Jg. 1932 Flucht 1939 USA                                                                         | Schillerstraße 7 · Weiskirchen ·      | 16. Nov. 2018  |                       |
|      | Hier wohnte Doris Meyer verh. Meyer-Davidson Jg. 1933 Flucht 1939 USA                                                                      | Schillerstraße 7 · Weiskirchen ·      | 16. Nov. 2018  |                       |